# Ню-Балінге
Ню-Балінге (нід. Nieuw-Balinge) — село в нідерландській провінції Дренте. Входить до муніципалітету Мідден-Дренте.
Його площа становить 11,81 км², а населення станом на 2021 рік складало 945 осіб.
Перша згадка про населений пункт датується 1899 роком.

## Галерея

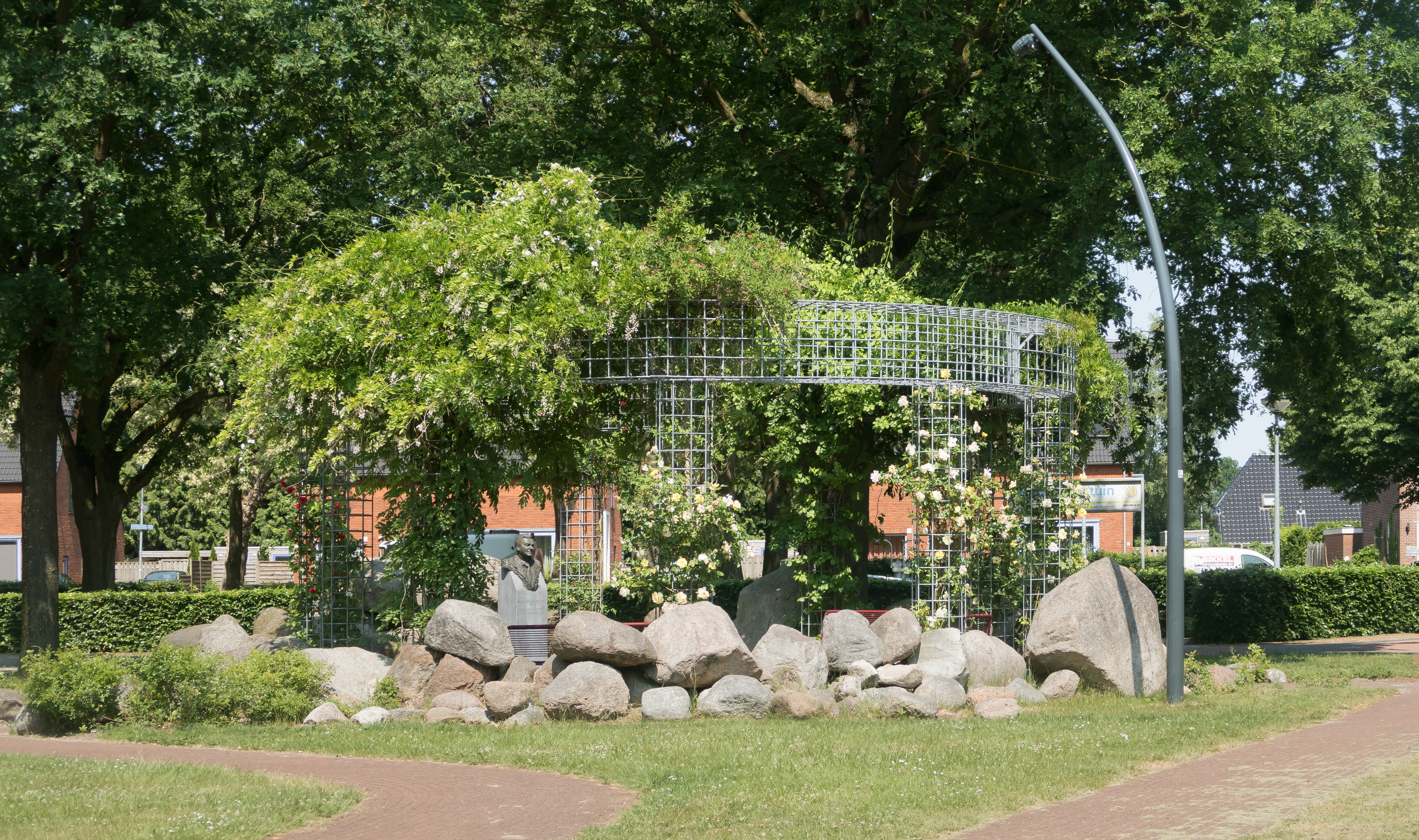
Пергола у селі
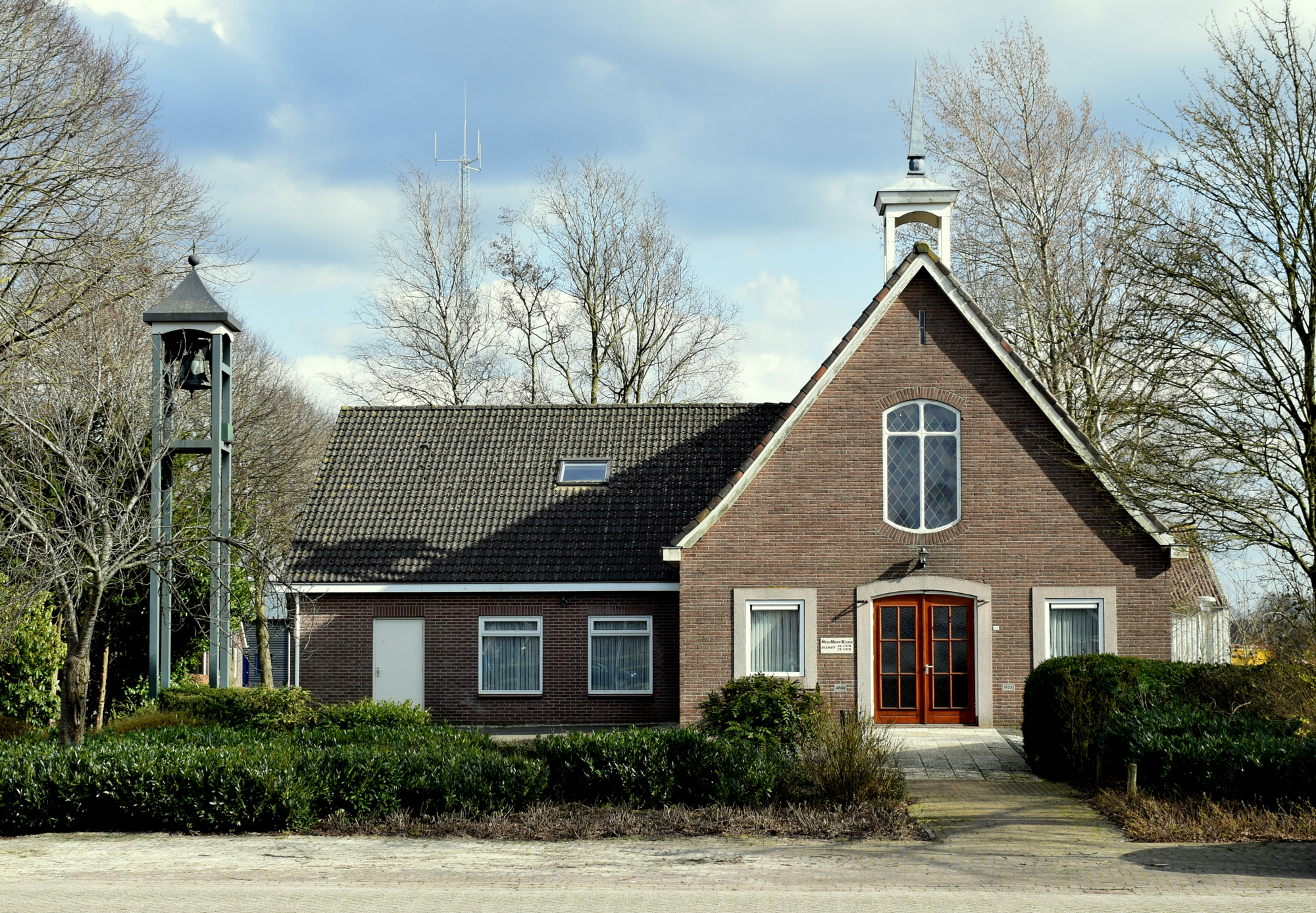
Протестантська церква